# Фрол Весёлый
Фрол Весёлый (Александр Сергеевич Фролов) (род. 17 июня 1977, село Усинское (Самарская область) — современный художник, куратор, дизайнер, реставратор. Занимается скульптурой, стрит-артом, живописью, видео-артом.
Используемая техника в работах: живопись, коллаж, инсталляция, паблик-арт, скульптура, перформанс.

## Биография
в 1977 года родился в семье военного в селе Усинское Самарской области.
в 1995 году окончил Самарское профессиональное училище № 34 по специальности «Мастер производства художественной мебели»
С 1995-1997 гг. проходил военную службу.
В 2002 году окончил Международный университет бизнеса и управления (Москва), Юридический факультет.
Долгое время работал на столярном производстве.
В 2004 году вместе с самарскими художниками Евгением Маслениковым и В. Пироцкой образовал группу «Барбудос».
В качестве лидера группы был организатором серии уличных face- и body-art сессий: «Новое лицо» (2005;) «Дни независимых» (2006);а также ряда уличных выставок в местах молодежных тусовок, например, на фонтане на ул. Осипенко, в мае 2007 года
В 2008 году принят в ТСХ (Творческий СОЮЗ ХУДОЖНИКОВ) «Солярис».
В 2012 году стал художником года по версии топ 50 журнала Собака.ru «Самые знаменитые люди Самары и Тольятти».
В 2012 году создает вместе с Евгением Масленниковым, Евгенией Биктимировой, Светланой Исхановой, Юккой Малека художественную группу «Социальная адаптация»
С 2013 года по 2015 сотрудник Самарского литературного музея — реставратор.
Художник года по версии сайта «Большая деревня» 2015 год
В 2015 году стал организатором проекта ФХУТЕМАС — это Фроловские ХУдожественно-ТЕхнические МАСтерские.
Работы неоднократно участвовали в акциях Ночь искусств, Ночь в музее.
Занимается благотворительностью. Организатор и участник «Рождественского благотворительного аукциона», проходившего в гостинице «Hollyday Inn», в 2008-09 г.г.
Живёт и работает в Самаре.
Активный участник светской жизни Самары
Организатор и участник проектов «Garage art-sale», очень часто устраивает распродажи своих работ в интернете. Фрол Веселый — самый продаваемый и самый доступный в Самаре художник.

## Кураторская деятельность
2008 г.- международная выставка «Свинство в большом городе». Галерея «XI комнат».(г. Самара)
Организатор альтернативной коллективной площадки в рамках проекта «Арт-штурм»
2009 г.
выставка «Модель для сборки». Арт-центр.(г. Самара)
выставка «Зомбонет». Галерея «Новое пространство». (г. Самара)
проект «НОРМА». Арт-центр, Галерея «Новое пространство», кафе «Лайм», галерея «Фешн-кафе», галерея «11 комнат».(г. Самара)
2010 г.- Куратор и организатор площадки, участник «Самарского десанта» на арт-фестивале «Живая Пермь».(г. Пермь)
2011 г.- Куратор и участник выставки «Самарский десант». Музей современного искусства «ЭрАрта».(г. Санкт Петербург)
2012 г.
выставка «Невидимки», Арт — Центр (г. Самара)
выставка «Социальная адаптация». Арт -Центр.(г. Самара)
выставка «Субъект». Арт -Центр.(г. Самара)
2013 г.
выставка «Наивно, Супер» современное циничное наивное искусство. Арт-Центр.(г. Самара)
выставка «03,09,04, Беслан no comment» (г. Самара)
2014 г. — Куратор IV Фестиваля визуальных искусств 2014 «En danse» («В танце») при поддержке Посольства Франции в РФ, Французского института в России
2015 г. — Автор и куратор проекта ФХУТЕМАС (г. Самара)
2017 г. Куратор акции «НОЧЬ в мастерской» в рамках «Ночи в музее»

## Выставки
Персональные выставки:
2007 г.
Персональная выставка. Галерея СаГА.(Самарская гуманитарная академия) (г. Самара)
Персональная выставка. Арт-кафе «В гостях у Шойловича». (г. Самара)
2009 г.- выставка «Упаковка». Самарский областной историко-краеведческий музей им. П. В. Алабина (г. Самара)
2011 г.
выставка «Мое утро». Арт-пропаганда (Самара)
выставка «Темный лес». галерея «XI комнат» (Самара)
выставка «Незаметный супергерой». Галерея «ITFD». Самара. Россия.
2013 г. выставка «Дочки-матери. Ностальгия». Самарский Литературный музей (г. Самара)
2014 г. выставка «Вечность пахнет нефтью» в рамках в Ночи музеев Галереи «X-MAX» (г. Уфа)
2015 г. — выставка «Моя», Арт-центр (Самара)
2016 г. выставка «Художник устал», ТЦ «Скала», Cloud Cafe
выставка «39» Галерея «Вавилон» (Самара)
Групповые выставки:
2008 г.- международная выставка «Свинство в большом городе». Галерея «XI комнат».(г. Самара)
2009 г.
выставка «Модель для сборки». Арт-центр.(г. Самара)
выставка «Зомбонет». Галерея «Новое пространство». (г. Самара)
проект «НОРМА». Арт-центр, Галерея «Новое пространство», кафе «Лайм», галерея «Фешн-кафе», галерея «11 комнат».(г. Самара)
выставка «Захват», в рамках VI Международного Ширяевского биеннале
2010 г.
«Самарский десант» на арт-фестивале «Живая Пермь».(г. Пермь)
Совместная выставка «Время Ж» с Екатериной Романовой. Арт-пространство (г. Самара)
2011 г.
Совместная выставка (с Евгением Масленниковым) "Пятилетие «Борбудос». Арт-гостиная Нади Ковбы.(г. Самара)
выставка «Самарский десант». Музеи современного искусства «ЭрАрта».(г. Санкт Петербург)
выставка параллельной программы 6-е Ширяевской биеннале «STRANGE… STRANGER… STRANGEST» Галерея «Виктория». (г. Самара)
выставка «Знак удовольствия», галерея «Альфа» (Самара)
2012 г.
выставка «Социальная адаптация». Арт -Центр.(г. Самара)
выставка «Субъект». Арт -Центр.(г. Самара)
выставка «Моя мастерская» галерея «Новое пространство», Самара, 2012
Участник коллективной выставки «Течения. Самарский авангард 1960—2012». Самарский областной историко-краеведческий музей им. П. В. Алабина (г. Самара)
Участник второго книжного фестиваля «Самарская Чита». Арт-Центр (г. Самара)
Участник фестиваля визуальных искусств «Правый берег». Остров Голодный (Самарская область)
2013 г.- Участник коллективной проекта «Музей как улица, улица как музей».(г. Самара)
выставки «03,09,04, Беслан no comment». Арт-центр (г. Самара)
2014 г.- Участник акции «Ночь музеев» в Самарском литературном музее (г. Самара)
2015 г.
Участник акции «Ночь музеев» в Самарском литературном музее, Самарском Областном художественном музее.
Участник кураторского проекта «Художественный Фонд». Средневолжский филиал Государственного центра современного искусства (г. Самара) Презентация № 10 — проект Анны Коржовой и Фрола Веселого «ТРУД И МЕЧТЫ»
Участник проекта «Волга. Ноль». Средневолжский филиал Государственного центра современного искусства (г. Самара)
Автор и куратор проекта ФХУТЕМАС (г. Самара)
2016 г. участник проекта "Текущие моменты «Волга. Ноль» Средневолжский филиал ГЦСИ (Самара)
2017 г.
Итоговая выставка проекта «Волга. Ноль» (ТРК «Гудок». Самара)
2018 г.
Участник фестиваля «Волгофест»
2019 г.
Участник выставки "Слёт"

## Оценка творчества
Стопроцентно узнаваемый художник. Перформансам, видеоарту и инсталляциям предпочитает живопись. Иногда работает в стилистике маргинализированного китча, смешивая элементы поп-арта, экспрессионизма и примитивистской живописи. При этом фигуративность и экспрессивность в его творчестве часто идут рука об руку с устойчивой иронической позицией. По духу живопись Фрола близка петербургской линии нонконформистского искусства. — Константин Зацепин, Илья Саморуков
Искусство для Фрола Веселого — это прежде всего труд. Производственно-заводская тематика в целом занимает в его творчестве одно из центральных мест. Неизменно сохраняя ироническую позицию, художник активно задействует разнообразные техники — занимается живописью, скульптурой и инсталляцией, использует «грубые» материалы (ржавое железо, пустая тара, дерево и т.д). В целом для художника характерен критический взгляд на российскую современность и недавнюю историю. Подчеркнутая «грубость» материала часто выступает средством наглядной артикуляции поднятых проблем. — Константин Зацепин

## Проект «ФХУТЕМАС»
Цель проекта «открытые мастерские» было облегчить задачу для художников, дизайнеров, архитекторов и просто людей интересующихся прикладным творчеством.
Команда проекта состояла из: художника, скульптора, инженера-конструктора, программиста-робототехника, ювелира, столяра.
«Открытые мастерские» — это проект, объединяющий различных ремесленников, в основном мастеров столярного, слесарного, художественного дела и любых других творческих направлений.
Идеей было создать студию, как для самостоятельной работы художников, так и для проведения мастер-классов, где под руководством опытных профессионалов свободные художники и любые желающие могут научиться воплощать свои идеи в реальность.
Было создано три мастерских для основных видов деятельности художников: столярную, художественную и слесарную.